# Tau Geminorum
Désignations
Tau Geminorum (τ Geminorum) est une étoile de la constellation zodiacale boréale des Gémeaux. Elle a une magnitude apparente visuelle de +4,42, ce qui la rend visible à l'œil nu sous des conditions d'observation suffisamment bonnes. Elle est assez proche de la Terre pour que sa distance puisse être mesurée avec la technique de la parallaxe, ce qui donne une valeur d'environ ∼ 321 a.l. (∼ 98,4 pc).
Tau Geminorum est une étoile géante évoluée de type spectral K2 III. Elle a une masse double de celle du Soleil et a gonflé jusqu'à 27 fois le rayon du Soleil. L'étoile est 224 fois plus lumineuse que le Soleil et sa température effective est de 4 528 K, lui donnant la couleur caractéristique d'une étoile de type K. Elle apparaît tourner lentement sur elle-même avec une vitesse de rotation projetée de 5,8 km s−1.
Tau Geminorum possède une compagne naine brune Tau Geminorum b, dont la masse vaut 18,1 fois celle de Jupiter, découverte en 2004 by Mitchell et al., qui découvrit également Nu Ophiuchi b au même moment. La naine brune met 305 jours, soit 0,84 an pour orbiter autour de Tau Geminorum.
| Planète | Masse    | Demi-grand axe (ua) | Période orbitale (jours) | Excentricité | Inclinaison | Rayon |
| ------- | -------- | ------------------- | ------------------------ | ------------ | ----------- | ----- |
| b       | ≥18,1 MJ | ≥0,88               | 305                      | ?            |             |       |